# Hôtel de Cluny
Hôtel de Cluny je městský palác v Paříži. Nachází se v Latinské čtvrti. Palác byl původně postaven jako pařížské sídlo opatů kláštera Cluny. V paláci chráněném jako historická památka sídlí od roku 1843 Musée national du Moyen Âge.

## Historie
Od 13. století zde sídlili opati kláštera Cluny v Burgundsku, kteří své pařížské sídlo nechali zbudovat v prostoru bývalých římských lázní. Na konci 15. století novou budovu postavil biskup a opat Jean III. de Bourbon (asi 1413–1485) a rozšířil ji jeho nástupce opat Jacques d'Amboise (1485–1510). Znak Jacquese d‘Amboise zdobí fasádu i štíty vysokých oken.
V lednu 1515 zde byla internována na 40 dní mladá Marie Tudorovna, aby se zajistilo, že po smrti svého manžela, francouzského krále Ludvíka XII., se kterým neměla dědice, přejde francouzská koruna na jeho bratrance, Františka I. Dne 3. března 1515 se zde Marie tajně a bez souhlasu svého bratra, anglického krále Jindřicha VIII. vdala za svého oblíbence, Charlese Brandona. Z dalších významných osob zde pobýval skotský král Jakub V., když přijel v roce 1536 na svou svatbu s dcerou Františka I. Magdalenou z Valois.
Od 17. století sloužil palác jako nunciatura papežským legátům. V letech 1634–1636 palác obýval kardinál Jules Mazarin, tehdy jako mimořádný nuncius.
V 18. století ve zdejší kapli zřídil tiskárnu Nicolas-Léger Moutard, v letech 1774–1792 královnin knihtiskař a knihkupec. Za Francouzské revoluce byl palác zabaven a prodán jako národní majetek. Následně prošel několika stavebními úpravami a využitím. V budově sídlilo několik soukromých nájemců. Např. horní části schodišťové věže sloužila jako observatoř. Astronom Joseph-Nicolas Delisle a jeho žáci Jérôme Lalande a Charles Messier zde prováděli svá pozorování.
V roce 1833 si od tiskárny pronajal několik místností Alexandre Du Sommerard, hlavní poradce Účetního dvora a milovník středověku a umístil sem svou sbírku předmětů. V roce 1843 palác i se sbírkami odkoupil stát, který jmenoval Edmonda Du Sommerard (syna Alexandre Du Sommerard) prvním kurátorem nově založeného Musée Cluny.